# ロンゲラップ空港
ロンゲラップ空港（英語: Rongelap Airport）は、マーシャル諸島ロンゲラップ環礁ロンゲラップ島にある空港である。

## 歴史
第二次世界大戦終結後に建設された。

## 就航路線
| 航空会社           | 目的地             |
| ------------------ | ------------------ |
| マーシャル諸島航空 | ビキニ、エレナック |